# Phương pháp CFOP
Phương pháp CFOP (Cross - F2L - OLL - PLL), đôi khi được gọi là phương pháp Fridrich, là một trong những phương pháp được sử dụng phổ biến nhất trong việc giải tốc độ 3x3x3 Lập phương Rubik. Phương pháp này được phát minh vào đầu những năm 1980, kết hợp các cải tiến của một số phương pháp khác. Jessica Fridrich thường được công nhận vì đã phổ biến nó bằng cách xuất bản nó trực tuyến vào năm 1997.
Phương thức này hoạt động trên một hệ thống Layer by Layer, đầu tiên tạo một chữ thập thường ở phía dưới, tiếp tục giải hai lớp đầu tiên (F2L), định hướng lớp cuối cùng (OLL) và cuối cùng là hoán vị lớp cuối cùng (PLL).

## Lịch sử
Phương pháp Layer by Layer là một trong những phương pháp đầu tiên xuất hiện trong những năm đầu thập niên 1980. David Singmaster đã xuất bản một giải pháp Layer by Layer vào năm 1980, đề xuất sử dụng một dấu cộng.
Sự đổi mới chính của CFOP đối với phương pháp cơ bản là sử dụng F2L, giải hai lớp đầu tiên cùng một lúc. Bước này không được phát minh bởi Jessica Fridrich. Theo báo cáo của Singmaster về chức vô địch thế giới năm 1982, Fridrich sau đó đã sử dụng một phương pháp cơ bản, trong khi đối thủ Hà Lan Guus Razoux Schultz có một hệ thống F2L nguyên thủy.
Bước OLL và PLL liên quan đến định hướng  lớp cuối cùng, sau đó hoán đổi chúng vào vị trí chính xác của chúng. Bước này đã được đề xuất bởi Hans Dockhorn và Anneke Treep.
Fridrich chuyển sang F2L vào năm 1987. Đóng góp chính của cô cho phương pháp này là phát triển các công thức OLL và PLL, cho phép bất kỳ vị trí lớp cuối cùng nào được giải quyết bằng hai thuật toán và nhanh hơn đáng kể so với các hệ thống lớp trước.

## Phương pháp
Phương pháp bao gồm 4 bước:

- Dấu cộng - Giai đoạn đầu tiên này liên quan đến việc giải quyết bốn phần cạnh trong một lớp bên ngoài của khối rubik, tập trung xung quanh một mảnh thường là màu trung tâm.
- Hai lớp đầu tiên (F2L) - Trong F2L, các phần góc và cạnh được ghép nối và sau đó được chuyển đến vị trí chính xác của chúng. Có 42 trường hợp tiêu chuẩn cho mỗi cặp góc cạnh bao gồm cả trường hợp nó đã được giải quyết. Nó cũng có thể được thực hiện bằng trực giác.
- Định hướng của lớp cuối cùng (OLL) - Giai đoạn này liên quan đến thao tác lớp trên cùng để tất cả các phần trong đó có cùng màu trên đầu, với vị trí của các màu không chính xác ở các cạnh khác. Giai đoạn này bao gồm tổng cộng 57 thuật toán. Một phiên bản đơn giản hơn, được gọi là "2 look OLL" hướng các cạnh và các góc riêng biệt. Nó sử dụng chín thuật toán, hai cho định hướng cạnh và bảy cho định hướng góc.
- Hoán vị lớp cuối cùng (PLL) - Giai đoạn cuối cùng liên quan đến việc di chuyển các mảnh của lớp trên cùng trong khi vẫn giữ được định hướng của chúng. Có tổng cộng 21 thuật toán cho giai đoạn này. Chúng được phân biệt bằng tên chữ, thường dựa trên những gì chúng trông giống như với các mũi tên biểu thị những phần được hoán đổi xung quanh (ví dụ: hoán vị, hoán vị F, hoán vị T, vv). "2 look" PLL giải quyết các góc và các cạnh riêng biệt. Nó sử dụng sáu thuật toán, hai cho hoán vị góc và bốn cho hoán vị cạnh.

CFOP được sử dụng rất nhiều và dựa trên nhiều speedcubers, bao gồm cả Rowe Hessler,Mats Valk, và Feliks Zemdegs cho sự phụ thuộc nặng nề vào các thuật toán, nhận dạng mẫu và bộ nhớ cơ; trái ngược với các phương pháp trực quan hơn như phương pháp Roux hoặc Petrus. Phần lớn top những người chơi tốc độ cao nhất trong danh sách xếp hạng WCA là sử dụng phương pháp giải CFOP.